# فيليب آن
فيليب آن (بالإنجليزية: Philip Ahn)‏ هو ممثل أمريكي، ولد في 29 مارس 1905 بلوس أنجلوس في الولايات المتحدة، وتوفي بنفس المكان في 28 فبراير 1978.

## أعمال

### أفلام
- (1937) الأرض الطيبة
- (1945) دماء على الشمس
- (1955) الحب شيء رائع
- (1956) حول العالم في 80 يوما[6][7][8]
- (1967) ميلي الجديدة كليا

## وصلات خارجية
- فيليب آن على موقع IMDb (الإنجليزية)
- فيليب آن على موقع ألو سيني (الفرنسية)
- فيليب آن على موقع ميوزك برينز (الإنجليزية)
- فيليب آن على موقع أول موفي (الإنجليزية)
- فيليب آن على موقع قاعدة بيانات الأفلام السويدية (السويدية)
- فيليب آن على موقع إن إن دي بي (الإنجليزية)
- فيليب آن على موقع قاعدة بيانات الفيلم (الإنجليزية)
- فيليب آن على موقع كينوبويسك (الروسية)